# Демян, Павел Станиславович
Па́вел Станисла́вович Демя́н (род. 11 июня 1960, Табошар, Ленинабадская область) — советский и казахстанский футболист, выступал на позиции нападающего.

## Биография
Карьеру начинал в степногорском «Химике». Далее перешёл в команду «Целинник». С 1985 по 1987 год проходил армейскую службу играя за «Спартак» Тамбов. В 1987 году снова вернулся в «Целинник». С 1992 по 1994 года играл за темиртауский «Булат», в 1995—1997 годах вновь играл зп «Целинник», который к завершению карьеры Демяна носила имя «Астана». Работал тренером.
Ведущий специалист ПФЛ по Первой лиге Казахстана, заместитель председателя ПФЛ (с 2015).

## Достижения
- Победитель второй лиги СССР: 1984[источник не указан 987 дней]
- Бронзовый призёр второй лиги СССР: 1989[источник не указан 987 дней]